# 익산 웅포리 고분군
익산 웅포리 고분군(益山 熊浦里 古墳群)은 대한민국 전북특별자치도 익산시 웅포면 웅포리에 있는 고분군이다. 1998년 11월 27일 전북특별자치도의 기념물 제98호로 지정되었다.

## 개요
함라산에서 서쪽으로 이어지는 능선의 남쪽사면에 있는 무덤들이다. 60여기의 백제 무덤들이 분포하고 있으며, 그 중 30여기는 발굴조사되었다.
무덤의 구조는 구덩식돌덧널무덤(수혈식석곽묘)을 비롯하여 앞트기식돌방무덤(횡구식석실묘)·굴식돌방무덤(횡혈식석실묘)·독무덤(옹관묘) 등 여러 형태가 섞여있다.
출토된 유물은 금동제귀고리, 토기, 쇠손칼 등 100여점 수습되었는데 대부분 백제 것이며 익산입점리고분(사적 제347호)과 비슷한 형태의 것도 있다. 따라서 연대를 최고 5세기 중엽까지 올려볼 수 있다.
웅포리무덤들은 무덤의 형태에서 토착세력의 무덤이라 볼 수 있는 구덩식무덤, 앞트기식무덤과 중앙의 무덤이라 할 수 있는 돌방무덤이 함께 확인되고 있는 곳으로, 백제의 중앙세력과 토착세력의 연결관계를 파악할 수 있는 중요한 무덤자료이다.

## 같이 보기
- 익산 입점리 고분 (사적 제347호)

## 참고 자료
- 웅포리고분군 - 국가유산청 국가유산포털